# 琴岛通
琴岛通卡是通用于中华人民共和国山东省青岛市的小额支付电子钱包，是一种使用无线射频识别（RFID）技术的非接触式智能卡，由青岛市琴岛通卡股份有限公司独立运营并拥有品牌，为全国交通一卡通互联互通项目成员。其前身为1996年青岛市公共交通总公司发行的青岛公交IC卡。琴岛通卡公司现时由青岛国信、QMRT集团及城运控股集团共同持有。

## 类别
- 普通卡（标准卡、纪念卡、异型卡、个性卡）：无后台账户，非实名制、不可挂失
- 特种卡（学生卡、爱心卡、老年卡）：无后台账户，实名办理、不可挂失，享受更高优惠
- 储值卡（实名制双账户卡）：电子钱包部分不可挂失，后台账户部分可挂失；可配合车载电子标签，免密码自动圈存直接扣费
- 商务卡（实名制双账户卡）：电子钱包部分不可挂失，后台账户部分可挂失；可在自助设备凭密码圈存
- 联名卡（实名制多账户卡）：琴岛通电子钱包部分不可挂失，交通银行闪付电子现金不可挂失、后台账户部分可挂失；可在自助设备凭密码圈存

## 适用范围
- 公交车及有轨电车[1]
- 地铁[1]
- 出租车[1]
- 胶州湾隧道[1]
- 地铁站内的自动售货机

## 申办及充值
- 普通卡自主任意购买，特种卡、储值卡、商务卡及联名卡须持身份证登记购买。
- 普通卡及特种卡每张卡收取工本费12元，储值卡及商务卡20元，纪念卡、异型卡、个性卡实行市场调节价，联名卡免费。[2]
- 充值金额电子钱包部分为10元的整数倍、后台账户为100元的整数倍；卡内余额电子钱包部分不超过1000元、后台账户不超过5000元。[3]
- 全岛中国电信、中国移动、中国联通营业厅可办理琴岛通NFC-手机SIM卡，其中，中国移动的琴岛通NFC-SIM卡（现为“超级SIM卡”，需要到和包App开通“青岛移卡通”业务）开通后会赠送5元话费，中国电信的琴岛通NFC-SIM卡会赠送10元充值额。[4]
- 交通银行、浦发银行青岛分行曾发行琴岛通-银行联名借记卡，但两者现已停止发行；现时仅有青岛农商银行仍在发行琴岛通联名借记卡。
- 非实名制卡可在琴岛通任意客服网点及部分合作银行、便利店等代理网点充值，实名制卡充值时需到部分指定网点并提供对应的身份证件。

## 优惠
- 中心城区[5]内乘坐公交车（含有轨电车）给予8折优惠
- 地铁同一张卡实际支出累计100元以内的乘次，票价给予9折优惠；100~200元之间部分给予8折优惠；200~300元之间部分给予7折优惠；超过300元部分恢复9折优惠。[1]
- 学生卡、老年卡（60~64周岁）半价乘车。[1]
- 残疾人、优抚对象、老年卡（65周岁以上）免费乘车。[1]
- 一小时换乘优惠：在一小时内，持卡换乘其他公共交通工具，给予减免换乘前交通工具所使用的金额，最高减免0.9元，优惠一次。[6]

## 退资
琴岛通卡作为商品出售，售后不退。可读卡且卡内余额小于等于50元的，可全额退资；不可读卡退资，开具凭证，7天后持凭证可办理退资，原卡回收作废。

## 发展历程
- 1996年5月13日，青岛市公共交通总公司无人售票车试行接触式IC卡收费系统；7月，青岛公交IC卡正式发行并在全市无人售票公交车上推广使用。
- 1999年9月1日，无人售票车实行感应式IC卡收费系统，刷卡乘车可享受4%或20%的票价优惠。
- 2001年，中小学生专用乘车IC卡开始发售并使用。
- 2003年3月，面向本市户籍老年居民的专用乘车IC卡开始发售并使用。
- 2009年10月28日，青岛市琴岛通卡股份有限公司正式成立，由青岛国信集团、青岛公交集团、青岛交运集团与青岛港务局合资成立。
- 2010年3月31日，琴岛通卡正式发行。
- 2010年4月30日、5月4日，琴岛通卡公司与公交集团签订会议协议、召开职工劳动关系置换大会。公交集团的IC乘车卡发售、充值等相关业务及在编人员正式划归琴岛通卡公司。
- 2010年11月，原青岛公交IC卡各类特种卡开始置换为琴岛通特种卡。
- 2012年6月25日，集实名制后台账户和非实名制电子钱包于一卡的“琴岛通双账户商务卡”正式发行。
- 2012年7月26日，琴岛通“都都宝”网上充付系统正式上线，实现用户自主充值的功能。
- 2012年9月18日，有人售票车试行乘务员手持试IC卡收费机。
- 2012年10月15日，琴岛通应用系统实现在青岛市所有公交系统的全民覆盖和互通使用。
- 2015年12月25日，琴岛通全国交通一卡通互联互通卡开始发售。
- 2017年3月1日，琴岛通智能支付手表正式开售，“琴岛通”手机APP正式上线，用户可进行自主充值。
- 2017年3月6日， 琴岛通“我的青岛”手机APP正式上线，实现具有NFC功能的安卓系统手机用户自主线下充值的功能。
- 2017年5月20日，“琴岛通”及“我的青岛”手机APP正式推出电子发票功能，可开具30天内充值且单张金额小于1000元的电子发票。
- 2023年9月22日起，青岛市社会保障事业中心与琴岛通卡合作，正式发行加载交通功能的第三代社保卡，可在指定的银行办理。[7]第三代社保卡的交通账户使用场景和方法与琴岛通普通卡相同，余额最高限额为200元，不记名，不挂失。[8]

## 使用领域扩展
- 2010年12月29日，青岛轮渡开通琴岛通卡的应用。
- 2011年6月23日，琴岛通ETC储值卡和车载电子标签正式发售，并在30日胶州湾隧道开通时得到首次应用。
- 2012年12月21日，开通为公用事业缴费卡充值功能，可用于缴纳水费、燃气费及供热费等。
- 2013年3月1日，开通市区自有客服网点缴纳电费业务。
- 2013年3月8日，开通便民早餐车刷卡消费业务。
- 2014年8月6日，开通青岛机场停车场缴纳停车费业务，享9折优惠。同期实现新华书店购书及联通手机话费缴费业务。
- 2015年3月27日，开通金盾石化加油站消费业务。
- 2015年9月14日，琴岛通与青岛地铁签订合作协议，并在12月16日地铁3号线北段开通时实现刷卡应用。
- 2017年3月22日，因合同到期，停止在新华书店购书及联通手机话费缴费业务。
- 2017年4月1日，因合同到期，停止为公用事业卡充值及电力缴费业务。
- 2018年9月1日，按照中国人民银行青岛市中心支行限期全面退出加油领域应用的要求，停止金盾加油站消费业务。

## 异地互通
- 2011年12月27日，实现与日照市城市通卡的互通使用。
- 2014年6月20日，实现与潍坊市城市通卡的互通使用。
- 2014年11月12日，实现与烟台市城市通卡的互通使用。
- 2015年10月22日，获得交通运输部全国一卡通互联互通商用密码批复。
- 2015年12月25日，“琴岛通交通联合互联互通卡”正式发行，可在交通联合成员城市使用。[9]

## 手机支付卡
- 2012年11月6日，琴岛通联通手机支付卡发行。
- 2013年5月17日，琴岛通移动手机支付卡发行。
- 2014年8月26日，琴岛通电信手机支付卡发行。
- 2018年9月19日，小米公交琴岛通交通联合卡上线。[10]
- 2018年11月12日，华为钱包琴岛通交通联合卡上线。[11]
- 2020年3月15日，三星智付琴岛通交通联合卡上线。
- 2023年12月7日，苹果Apple Pay琴岛通交通联合卡上线。[12]